# Вербовецька сільська рада (Лановецький район)
Вербове́цька сільська́ ра́да — адміністративно-територіальна одиниця та орган місцевого самоврядування в Лановецькому районі Тернопільської області. Адміністративний центр — село Вербовець.

## Загальні відомості
- Територія ради: 5,627 км²
- Населення ради: 988 осіб (станом на 2001 рік)
- Територією ради протікає річка Безкарка

## Населені пункти
Сільській раді були підпорядковані населені пункти:
- с. Вербовець

## Склад ради
Рада складалася з 15 депутатів та голови.
- Голова ради: Дробоцький Ігор Євгенович

### Керівний склад попередніх скликань
| Прізвище, ім'я, по батькові | Основні відомості                                                 | Дата обрання | Дата звільнення |
| --------------------------- | ----------------------------------------------------------------- | ------------ | --------------- |
| Фарина Ганна Василівна      | Сільський голова, 1956 року народження, позапартійна              | 26.03.2006   | 31.10.2010      |
| Дробоцький Ігор Євгенович   | Сільський голова, 1971 року народження, освіта вища, безпартійний | 31.10.2010   |                 |

Примітка: таблиця складена за даними сайту Верховної Ради України

### Депутати
За результатами місцевих виборів 2010 року депутатами ради стали:

#### За суб'єктами висування
| Суб'єкт висування                                       | Кількість обраних депутатів | %    |
| ------------------------------------------------------- | --------------------------- | ---- |
| Самовисування                                           | 13                          | 86,7 |
| Політична партія Всеукраїнське об'єднання «Батьківщина» | 2                           | 13,3 |

#### За округами
| № округу                                                | Прізвище, ім'я, по батькові   | Дата визнання обраним | Освіта             | Партійна приналежність | Відомості про обраного депутата                     |
| ------------------------------------------------------- | ----------------------------- | --------------------- | ------------------ | ---------------------- | --------------------------------------------------- |
| Політична партія Всеукраїнське об'єднання «Батьківщина» |                               |                       |                    |                        |                                                     |
| 4                                                       | Гончарук Валентина Богданівна | 05.11.2010            | вища               | позапартійна           | Вербовецька сільська рада, секретар                 |
| 6                                                       | Кухарук Леонід Федорович      | 05.11.2010            | середня спеціальна | позапартійний          | Вербовецька загальноосвітня школа, вчитель          |
| Самовисування                                           |                               |                       |                    |                        |                                                     |
| 1                                                       | Карпець Ростислав Сергійович  | 05.11.2010            | середня спеціальна | позапартійний          | приватний підприємець                               |
| 2                                                       | Гончарук Олег Сергійович      | 05.11.2010            | вища               | позапартійний          | Вербовецька сільська рада, бухгалтер                |
| 3                                                       | Князький Михайло Іванович     | 05.11.2010            | середня спеціальна | позапартійний          | Вербовецька сільська рада, землевпорядник           |
| 5                                                       | Смолій Василь Іванович        | 05.11.2010            | вища               | позапартійний          | Тернопільський комбайновий завод, головний метролог |
| 7                                                       | Гончарук Петро Миколайович    | 02.01.2011            | незакінчена вища   | позапартійний          | студент                                             |
| 8                                                       | Іванчук Сергій Михайлович     | 05.11.2010            | середня спеціальна | позапартійний          | тимчасово не працює                                 |
| 9                                                       | Мудрак Галина Павлівна        | 05.11.2010            | вища               | позапартійна           | Вербовецька загальноосвітня школа, вчитель          |
| 10                                                      | Горобець Світлана Григорівна  | 05.11.2010            | вища               | позапартійна           | тимчасово не працює                                 |
| 11                                                      | Долинський Андрій Миколайович | 05.11.2010            | середня            | позапартійний          | тимчасово не працює                                 |
| 12                                                      | Возна Люба Андріївна          | 05.11.2010            | середня спеціальна | позапартійна           | тимчасово не працює                                 |
| 13                                                      | Зажерей Олександр Мифодійович | 05.11.2010            | середня            | позапартійний          | тимчасово не працює                                 |
| 14                                                      | Зажерей Зіновій Олександрович | 05.11.2010            | середня спеціальна | позапартійний          | Компанія" Тем-опілля", експедитор                   |
| 15                                                      | Зиско Сергій Анатолійович     | 02.01.2011            | середня            | позапартійний          | тимчасово не працює                                 |